# یورگن میتلستراز
یورگن میتلستراß (انگلیسی: Jürgen Mittelstraß؛ زادهٔ ۱۱ اکتبر ۱۹۳۶) فیلسوف، و استاد دانشگاه اهل آلمان و از دانش‌آموختگان دانشگاه ارلانگن-نورنبرگ است.